# Пирадов, Александр Сергеевич
Алекса́ндр Серге́евич Пира́дов (9 марта 1922 — 19 апреля 1996) — советский и российский дипломат, доктор юридических наук, заслуженный деятель науки РСФСР.

## Биография
В 1945 году окончил Московский филиал ВЮЗИ, затем Высшую дипломатическую школу НКИД СССР, в 1949 году — Академию общественных наук при ЦК КПСС.
С 1949 года — на научно-преподавательской работе. Преподавал в МГИМО, Дипломатической академии МИД СССР, Военно-дипломатической академии, МГУ, Высшей школе КГБ СССР, Высшей школе МВД СССР. Заведующий кафедрой права Дипломатической Академии МИД СССР. Профессор.
В 1949 году защитил кандидатскую диссертацию на тему «Международно-правовое положение Сербии в период национально-освободительной войны (1804—1812 гг.)».
В 1964 году — докторскую диссертацию на тему «Принцип невмешательства и основные проблемы современного международного права».
В 1965—1972 годах — председатель Комиссии по правовым проблемам межпланетного пространства АН СССР.
В 1972—1982 годах — постоянный представитель СССР при ЮНЕСКО (г. Париж). С 1972 года — представитель СССР в Комитете ООН по использованию космического пространства в мирных целях и его юридическом подкомитете.
С 1983 года находился на должности посла по особым поручениям МИД СССР. Чрезвычайный и полномочный посол СССР.

## Семья
Отец — Сергей Каспарович Пирадов (1893—1975), полковник юстиции, в органах прокуратуры с 1923 года. Занимал ответственные должности в военной прокуратуре и прокуратуре на железнодорожном транспорте. Участвовал в работе Международного военного трибунала в Нюрнберге в составе следственной группы при Главном обвинителе от СССР. Награждён орденами Ленина, Красного Знамени, Красной Звезды. Mать — Тамара Константиновна Пирадова (урожд. Джапаридзе, 1897—1973), фармацевт.
Дед — Каспар Богданович Пирадов, полицейский пристав в Бакинской городской полиции.
Прадед титулярный советник Богдасар (он же Богдан) Бежанович Пирадов, внесённый в числе дворян в Высочайше утверждённый 24 июля 1854 года. Дополнительный список князей и дворян Грузии и на этом основании определением того же собрания 22 ноября 1857 года внесённый в 1-ю часть дворянской родословной книги. Пирадов, Богдасар (Богдан) Бежанович (1824 — после 1 февраля 1887). Чины: в классном чине (Выс. пр. 13 августа 1845), титулярный советник (Выс. пр. и ст. 9 декабря 1856). Служба: переводчик X класса Тифлисского губернского жандармского управления (1 марта 1856 — после 1 февраля 1887). Награды: орден Станислава 3-й степени (Выс. пр. 1862), орден Анны 3й степени (1865), орден Владимира 4-й степени с бантом за 35 лет (Выс. пр. 1881), знак отличия беспорочной службы «XL лет».
Был женат на дочери Серго Орджоникидзе — Этери, второй брак Мария Пирадова — главный редактор журнала «Здоровье», затем на Эмилии — дочери министра иностранных дел СССР А. А. Громыко. Дети — Сергей Александрович Орджоникидзе, Михаил Aлександрович Пирадов, Андрей Александрович Громыко-Пирадов, Лидия Александровна Громыко-Пирадова.